# Guttiganur, Bellary
Guttiganur là một làng thuộc tehsil Bellary, huyện Bellary, bang Karnataka, Ấn Độ.